# ملسکام
ملسکام، روستایی از توابع بخش مرکزی شهرستان فومن در استان گیلان ایران است.
روستایی مرتفع و سرسبز واقع در کیلومتر ۱۲ جاده فومن - قلعه رودخان و مملو از باغ های چای و مزارع شالیزار است .
عمده در آمد روستائیان از راه برنجکاری ، چایکاری ، کارگری و تاحدودی نیز از طریق پرورش دام تامین می شود .
زبان رایج در این منطقه - تالشی ، گیلکی و فارسی می باشد .
این روستا زادگاه ۸ شهید به اسامی زیر می باشد : 
برادران(بیت اله امام پناهی ،
هیبت اله امام پناهی ،
محمد ابراهیم امام پناهی ) 
علی اکبر جمالی ،
قربانعلی عاشوری ،
نادر پورمحمد علی ،
عسگر محبی ،
حسین نیکروان .

## جمعیت
این روستا در دهستان گوراب پس قرار دارد و براساس سرشماری مرکز آمار ایران در سال ۱۳۸۵، جمعیت آن ۸۱۶ نفر (۲۰۷خانوار) بوده‌است.